# Lithosom
Lithosomen sind kleine Einschlüsse anorganischen Materials im Inneren von Protistenzellen. Sie sind – ähnlich einer Perle – in konzentrischen Schichten aufgebaut und als Vesikel von einer einfachen Membran umgeben.
Lithosomen finden sich ausschließlich bei Wimpertierchen und Acantharia. Sie werden nicht per Exozytose ausgeschieden, über eine Funktion ist nichts bekannt.

## Nachweise
- John J. Lee, G. F. Leedale, P. Bradbury (Hrsg.): An Illustrated Guide to the Protozoa. Band 2. Allen, Lawrence 2000, ISBN 1-891276-23-9, S. 1362 (englisch).